# Amsterdamer Last
Die Amsterdamer Last war ein Volumen- und Getreidemaß und in den Niederlanden (Holland in altem Sprachgebrauch) verbreitet. Die Last galt oft als Referenzmaß in Europa und war die neue niederländische Mudde.
- 1 Amsterdamer Last = 3003,912 Liter

Die Maßkette war
- 1 Amsterdamer Last = 27 Mudden = 108 Schepels (Scheffel) = 432 Vierdevat = 3456 Koppen
- 1 Schepel = 1402,11 Pariser Kubikzoll = 27,814 Liter